# 潘友新
亚历山大·谢苗诺维奇·帕纽什金，（俄语：Александр Семёнович Панюшкин，1905年8月14日—1974年11月12日），中文名潘友新，苏联党和国家领导人、外交官、情报官员。克格勃少将军衔。曾任苏联驻美国、古巴、中国特命全权大使；苏联内政部第二总局局长；苏联国家安全委员会第一总局局长；苏共中央出国旅行委员会主任；苏共中央外事司司长等职务。

## 生平
- 1905年8月14日生于萨马拉的一个工人家庭，毕业于当地教会学校。
- 1920年5月-1921年1月，萨马拉市扎沃尔日斯基区军事卫生管理局医院职员。
- 1921年1月-12月，第18期萨马拉骑兵学校学习，因疟疾复员。
- 1922年1月-6月，萨马拉市疏散中心护理人员。
- 1922年6月-11月，萨马拉国家政治保卫局第4独立师小号手。
- 1922年12月-1924年10月，萨马拉-兹拉托乌斯特铁路修理工。1923年加入共青团。
- 1924年10月-1927年9月，红军鲍里索格列布斯克-列宁格勒骑兵学校的学员。1927年6月加入联共（布）。
- 1927年10月-1930年11月，国家政治保卫总局滨海边疆区第59支队前哨助理主任。
- 1930年11月-1932年2月，国家政治保卫总局滨海边疆区第59边防支队战斗训练教官。
- 1932年3月-1933年4月，国家政治保卫总局滨海边疆区第59边防支队机动大队军刀师师长。
- 1933年6月-1934年9月，国家政治保卫总局格罗德科沃第58边防支队军刀师的指挥官。
- 1934年9月-1935年4月，国家政治保卫总局格罗德科沃第58边防支队巴拉巴什-列瓦达分队指挥官。
- 1935年5月-1938年8月，伏龙芝军事学院学习。
- 1938年8月-10月，苏联内务人民委员部国家安全总局第5部主任助理。
- 1938年10月-12月，苏联内务人民委员部第3特别部代理主任，少校军衔。
- 1938年12月-1939年6月，苏联内务人民委员部第3特别部长，上校-国家安全高级少校军衔。他参加了对尼古拉·叶若夫的逮捕。
- 1939年7月-1944年9月，苏联内务人民委员部驻华首席代表。期间，1939年8月-1941年5月，苏联驻华全权代表。
- 1941年5月-1945年4月，苏联驻华特命全权大使。
- 1944年9月-1947年5月，联共（布）中央委员会国际政策部第一副主任。1944年晋升国家安全委员军衔。
- 1947年5月-11月，苏联部长会议新闻委员会首席秘书。
- 1947年10月-1952年6月，苏联驻美特命全权大使兼苏联国家安全部驻美代表。
- 1952年6月-1953年3月，苏联驻华特命全权大使。
- 1953年3月-7月，苏联外交部候任大使。
- 1953年7月-1954年3月，苏联内政部第二总局局长。
- 1954年3月-1955年6月，苏联国家安全委员会第一总局局长。1954年5月晋升少将军衔。
- 1955年6月-1959年7月，苏共中央出国旅行委员会主任。
- 1959年7月-1962年12月，苏共中央外交外贸机构人事处处长。
- 1962年12月-1965年5月，苏共中央外交和对外经济机构人事部部长。
- 1965年5月-1973年3月，苏共中央外事司司长。
- 1973年4月起退休，享受莫斯科市联邦养老金待遇。
- 1974年11月22日于莫斯科逝世，享年69岁。葬于新圣女公墓。

潘友新是苏共22-24大代表；第19届中央候补委员，第18、20-23届中央审计委员；第7-8届俄罗斯苏维埃联邦社会主义共和国最高苏维埃代表。

## 荣誉
- 三次列宁勋章
- 十月革命勋章
- 三次红旗勋章
- 1941-1945年伟大卫国战争战胜德国奖章
- 1941-1945年伟大卫国战争中忘我劳动奖章
- 契卡-国家政治保卫局荣誉工作者称号（1939）[2]